# ال‌جی هوس‌هولد اند هلث‌کر
ال‌جی اچ‌انداچ کو. لیمیتد.، سابقاً ال‌جی هَوس‌هولد اند هِلث‌کِر یک شرکت بزرگ کالاهای مصرفی کره‌ای است که تولید لوازم آرایشی، کالاهای خانگی و نوشیدنی‌ها را مدیریت می‌کند. همچنین این شرکت مسئول بسته‌بندی و توزیع محصولات کوکاکولا در داخل کره جنوبی نیز می‌باشد.